# Theodora Thayer

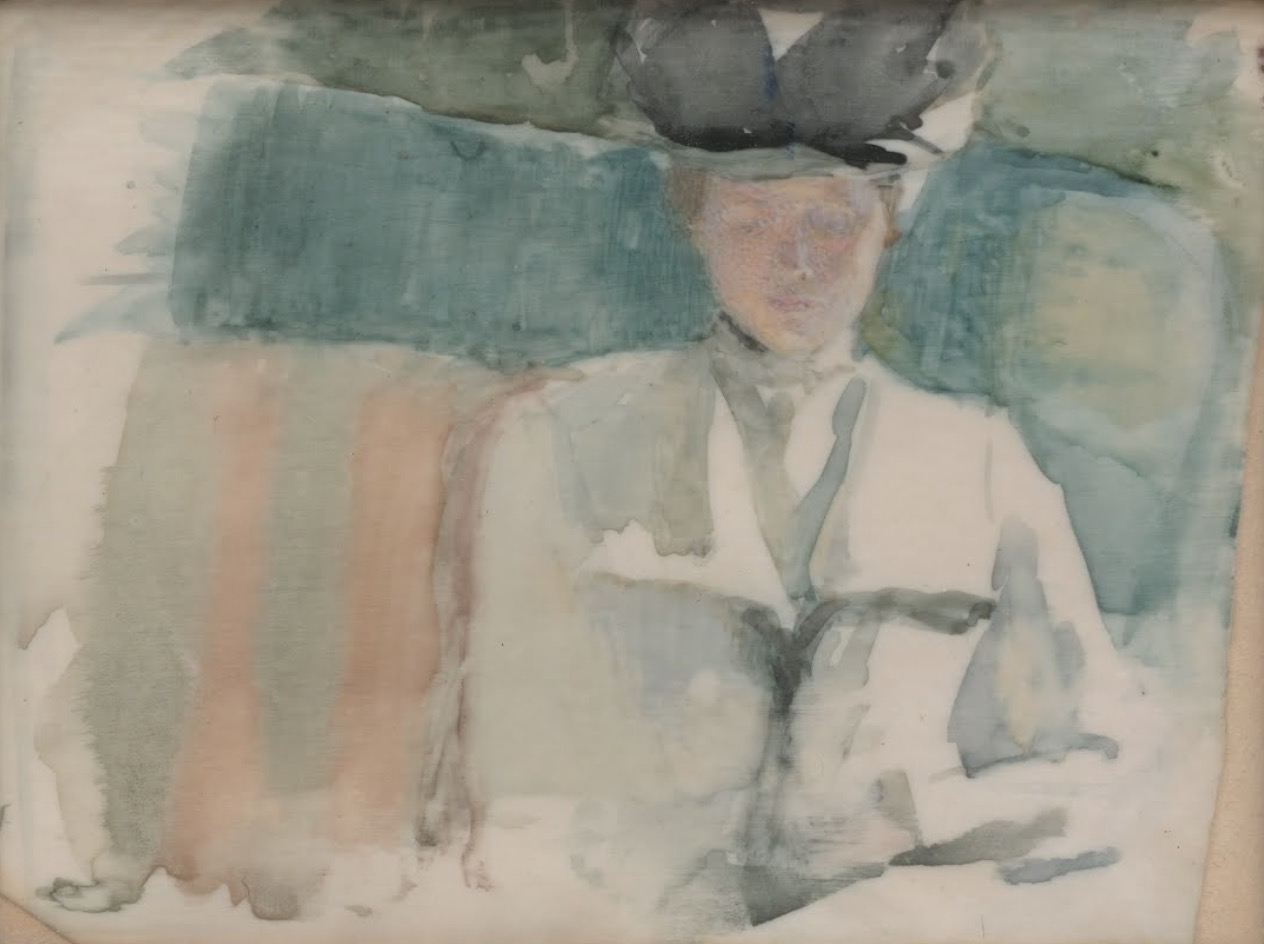
Theodora W. Thayer: Porträt einer Dame, um 1898. Metropolitan Museum of Art, New York

Theodora Willard Thayer (* 2. Juni 1868 in Milton, Norfolk County, Massachusetts; † 5. August 1905 in New York City) war eine US-amerikanische Malerin und Kunstpädagogin. Sie wurde vor allem für ihre Porträtminiaturen bekannt.

## Leben
Theodora Willard Thayer wurde am 2. Juni 1868 in Milton, Norfolk, Massachusetts, USA, geboren. Sie studierte Kunst an der Art Students League of New York und gehörte zu den frühen Mitgliedern der American Society of Miniature Painters. Neben ihrer künstlerischen Tätigkeit unterrichtete sie an der New York School of Applied Design for Women. Theodora Thayer war für ihre einfühlsamen Porträts bekannt, die sie häufig im Miniaturformat ausführte. Ihre Arbeiten wurden mehrfach auf nationalen Ausstellungen gezeigt.

## Werk

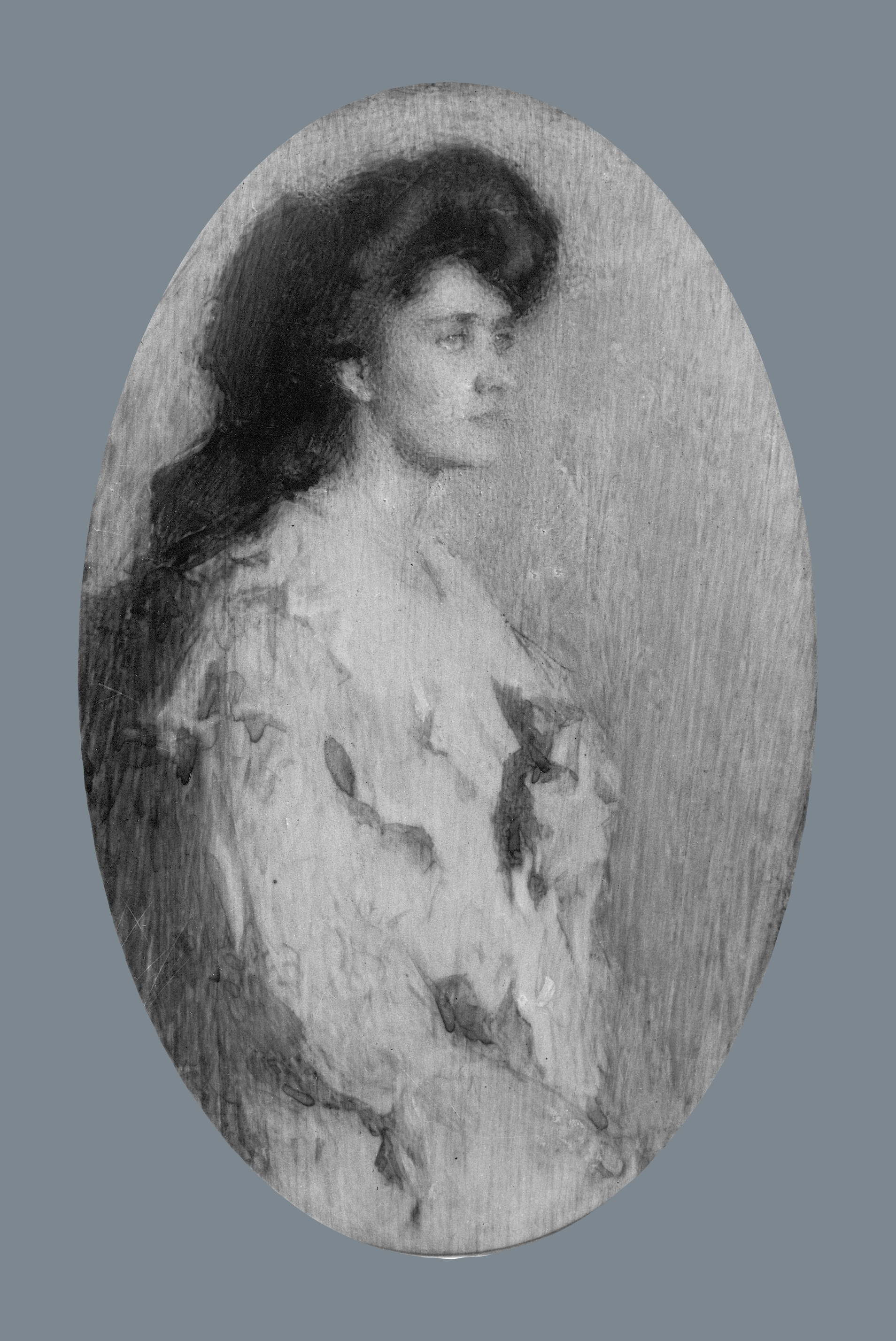
Theodora W. Thayer: Annabel Gray, ca. 1898. Metropolitan Museum of Art, New York

Theodora Thayer spezialisierte sich auf Porträtminiaturen in Aquarell auf Elfenbein. Ihre Werke zeichnen sich durch eine feine Ausarbeitung und eine sensible Wiedergabe der Charakterzüge ihrer Modelle aus. Sie gilt als eine der führenden Miniaturmalerinnen ihrer Generation in den Vereinigten Staaten.